# 나이오 마시
나이오 마시(영어: Ngaio Marsh, 1895년 4월 23일 ~ 1982년 2월 18일)는 뉴질랜드의 미스터리 소설가, 연극 연출가이다. 도로시 세이어즈, 애거서 크리스티, 마저리 앨링엄과 더불어 미스터리 황금기를 대표하는 ‘범죄 소설의 4대 여왕’이라고 불렸고 그들 중 가장 오랜 기간 활동했다.

## 저작
- 죽음의 전주곡